# Just One Kiss
Just One Kiss è una canzone del cantautore statunitense Nick Carter. È stata scritta da Carter, Jason e David Ingram Muckala, e prodotta per il secondo album in studio di Carter, I'm Taking Off. Just One Kiss è stata pubblicata il 28 gennaio 2011, come primo singolo dell'album. Il video musicale è stato diretto da Danny Roew e contiene scene di Carter cantare sulla spiaggia.

## Tracce
1. Just One Kiss (Radio Edit) - 3:34
2. Just One Kiss (Club Mix) - 6:49
3. Just One Kiss (Club Mix) (Radio Cut) - 3:46
4. Just One Kiss (Official Video)